# Красний Борок
Красний Боро́к (каз. Кызыл Борок) — село у складі Узункольського району Костанайської області Казахстану. Входить до складу Прісногірковського сільського округу.
Населення — 52 особи (2021; 62 у 2009, 78 у 1999, 85 у 1989).